# نيدولة سفلي (مقاطعة تشرداول)
نيدولة سفلي (بالفارسية: نیدوله سفلی) هي قرية تقع في قسم بيجنوند الريفي (مقاطعة تشرداول) في إيران. يقدر عدد سكانها بـ 44 نسمة بحسب إحصاء 2016.